# Mermessus albulus
Mermessus albulus är en spindelart som först beskrevs av Zorsch och Crosby 1934.  Mermessus albulus ingår i släktet Mermessus och familjen täckvävarspindlar. Inga underarter finns listade i Catalogue of Life.